# Sylvain Poons
Silvain Albert (Sylvain) Poons (Amsterdam, 21 februari 1896 – aldaar, 26 november 1985) was een Nederlands toneelspeler en zanger.

## Loopbaan
Als zoon van de zanger Sam Poons en de actrice Elize van Biene was Sylvain Poons min of meer voorbestemd voor de planken, net als zijn oudere zuster Fanny Ella, die bekend werd onder de naam Faniëlla Poons. Hijzelf trouwde in 1921 met Elisabeth (Beppie) Geis. Hun dochter Liesje Poons zong binnen de lichte muziek.
Poons debuteerde als figurant in het seizoen 1912/1913 bij Colnot en Poons, een gezelschap genoemd naar de directeuren van de Plantage Schouwburg: Guus Colnot en Salomon Poons (zijn vader). Hij speelde in operettes en revues en was een enkele maal ook in een 'serieuze' rol te zien. In 1934 kreeg hij landelijke bekendheid door twee filmrollen: in De Jantjes was hij De Mop en zong hij met Heintje Davids (Na Druppel) het beroemde duet "Omdat ik zoveel van je hou". In Bleke Bet zong hij als de ijsventer Sally het lied "Ik ben Sally, goocheme Sally, Sally met de roomijskar".
Hij trad ook op in het Tip Top Theater tussen twee hoofdfilms door.
Tijdens de Tweede Wereldoorlog maakte hij aanvankelijk deel uit van het Joodsch Kleinkunstensemble dat optrad in de Hollandsche Schouwburg in Amsterdam (later omgedoopt in Joodsche Schouwburg). Toen de razzia's begonnen, dook hij onder.
Na de oorlog trad Poons weer op in een groot aantal stukken op het toneel en op televisie. Toen hij wat ouder werd, speelde hij vaak de Joodse schlemiel, zoals Abraham Mossel in de televisieserie De kleine waarheid. Hoewel hij eigenlijk al niet veel meer in het theater te zien was, vierde hij in 1966 toch een groots vijftigjarig jubileum. Als Daniel Brozovsky in Getrouwd of niet? van Kishon speelde hij zijn laatste rol op de planken.
Op 25 november 1959 werkte hij mee aan een feestelijke radio-uitzending van de VARA, die het half miljoenste lid had mogen inschrijven. Er was een lied over elke provincie, en het toekomstige Flevoland werd uitgebeeld in het lied De Zuiderzeeballade (geschreven door Willy van Hemert) en Joop de Leur. Poons zong het lied met de jonge Godert van Colmjon, de helft van het tienerduo The Butterflies. Toen er in 1960 sprake was van een grammofoonplaat, bleken ze echter bij verschillende maatschappijen onder contract te staan. Van Colmjon maakte een plaatopname met Jan Lemaire sr., en Poons zong zijn versie in met de toen veertienjarige Oetze Verschoor. Hun uitvoering werd een grote hit, en in 1967 kregen ze er een gouden plaat voor.
De laatste jaren van zijn leven woonde Poons in het verzorgingstehuis Amstelhof te Amsterdam waar hij af en toe werd opgezocht door fans. Bijna vergeten door het grote publiek genoot hij van die aandacht voor zijn persoon.

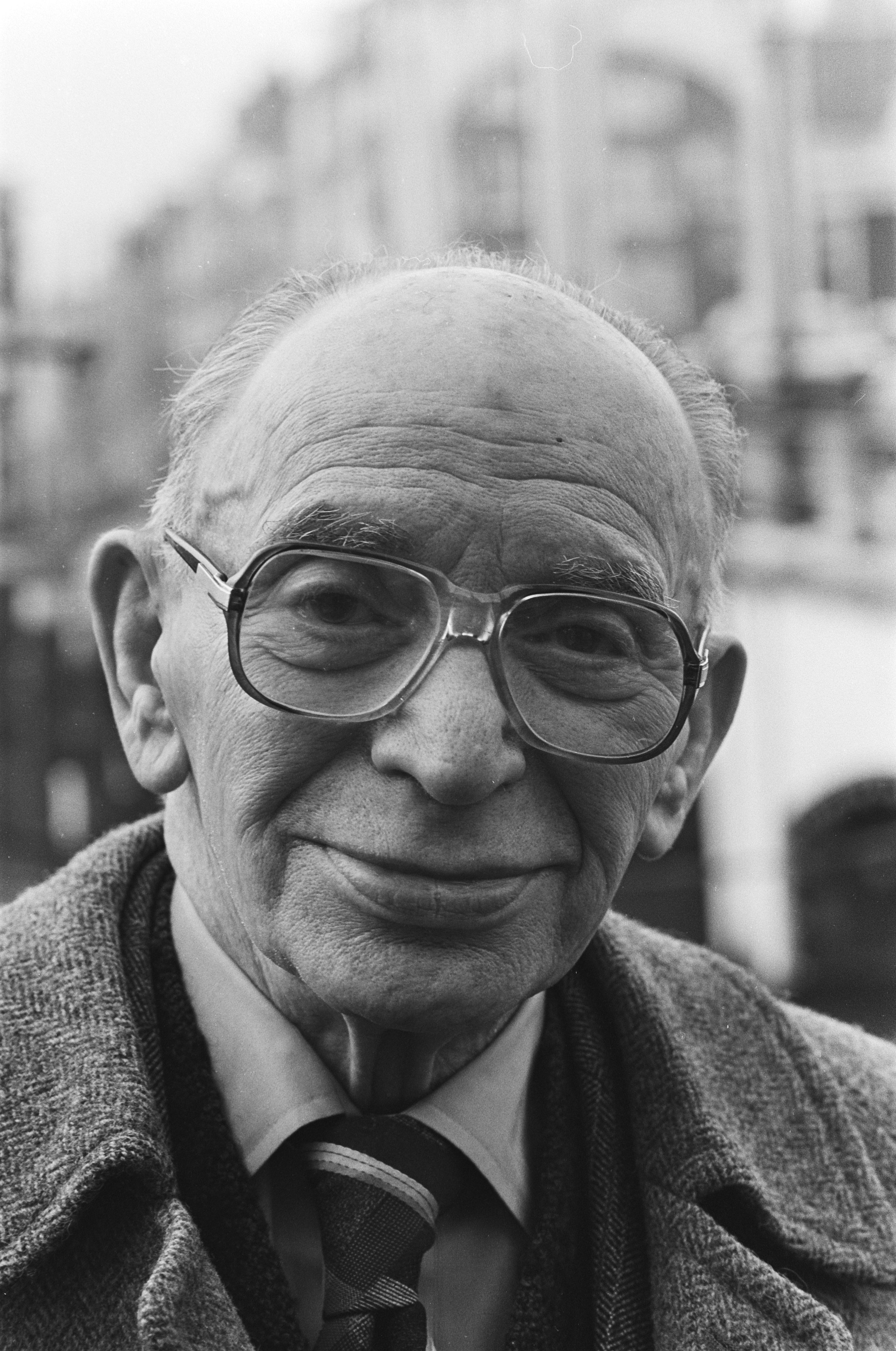
Sylvain Poons in 1981
- Bioscoopjournaal uit november 1935. Sylvain Poons vertrekt per trein vanuit Amsterdam voor het maken van een tournee door Nederlands-Indië.

## NPO Radio 2 Top 2000
| Nummer met noteringen in de NPO Radio 2 Top 2000 | '99  | '00-'01 | '02  | '03  | '04 | '05  |
| ------------------------------------------------ | ---- | ------- | ---- | ---- | --- | ---- |
| Zuiderzeeballade (met Oetze Verschoor)           | 1228 | -       | 1996 | 1134 | -   | 1855 |

1. ↑  Een '-' betekent dat het nummer niet was genoteerd en een vetgedrukt getal geeft de hoogste notering aan.
2. ↑  Deze tabel is bijgewerkt tot en met de meest recente editie (2024).

- Gemeinsame Normdatei: 1061339025
- International Standard Name Identifier: 0000 0003 9238 7988
- MusicBrainz: eacd29c9-6821-4dd9-b9ef-28f4ead3e6f1
- Nederlandse Thesaurus van Auteursnamen: 070842450
- Virtual International Authority File: 286400457
- WorldCat: E39PBJgt3GqCC7rBDGFmCXgBT3